# Distorsione prospettica
La distorsione prospettica o deformazione prospettica indica qualunque cambiamento della "prospettiva", rispetto a quella della visione ad occhio nudo.
L'obiettivo con focale standard e quindi ad angolo "normale" restituisce sull'immagine catturata la stessa "prospettiva" visiva dell'occhio umano. Invece, le distorsioni prospettiche sono visibili nello schiacciamento dei piani prodotto da un teleobiettivo o nell'allungamento irreale di un grandangolo.

## Generalità
Siccome il termine prospettiva usato in architettura, in geometria e in disegno tecnico, generalmente sottintende la visione ad occhio nudo come unica o fondamentale "visione del mondo", in fotografia o nel cinema, dove è possibile cambiarla modificando la focale o l'angolo di ripresa, risulta più facile utilizzare il termine distorsione prospettica. Naturalmente il significato non include alcuna deformazione prospettica o distorsione ottica, né alcuna aberrazione di qualsiasi genere, ma resta come terminologia gergale per indicare un cambiamento visivo rispetto alla visione "Normale". In realtà, secondo la definizione geometrica del termine prospettiva, non è corretto valutare, come "cambiamento della prospettiva", un cambiamento dell'angolo della ripresa ottica, in quanto la prospettiva è tecnicamente “il punto di vista o la posizione trigonometrica nello spazio, da cui si mira” e quindi è indipendente dalla focale o dall'angolo di campo e di eventuali restringimenti o allungamenti dei piani fotografici ripresi.
Nel gergo dei Geometri e degli Architetti, il termine "linee cadenti", indica ad esempio le rette parallele "disegnate" dagli spigoli laterali della facciata di un palazzo, che si sviluppano verso l'alto (o in questo caso, che cadono verso il basso). Allo stesso modo, osservando i bordi di una strada dritta che stiamo percorrendo in auto e che si sviluppa verso l'orizzonte di fronte a noi, notiamo che le linee parallele dei bordi, assumono un'angolatura particolare che rimane invariata: questa angolatura è quella della visione umana.
La "prospettiva visiva" restituita con un Grandangolo, produce un'angolatura delle linee cadenti in modo maggiore dell'ottica Normale, mentre con le lunghe focali l'angolatura sarà invece inferiore e le linee cadenti sembreranno “più parallele” del Normale.

## Specifiche
Senza entrare in particolari troppo specifici, si può inquadrare la prospettiva visiva umana, in un'immagine fotografica, copiando la stessa angolatura delle linee parallele (o delle linee cadenti). Per ottenere questa "prospettiva", la diagonale del formato immagine, dovrà equivalere la lunghezza focale dell'obiettivo usato. Per il formato Leica 24x36, l'ottica giusta corrisponde ad una focale di 43 mm, con un angolo di copertura orizzontale di 45° e diagonale di 53° (quest'ultimo valore è valido per qualunque formato).
Secondo questo criterio, se il formato fotografico o il rapporto d'aspetto è 3:2, ogni obiettivo che produce nell'immagine catturata una copertura orizzontale maggiore o minore di 45° (minore di 40° o maggiore di 50°), genera inevitabilmente una distorsione prospettica visibile.